# AC Milán 2011/2012
Tento článek se podrobně zabývá událostmi ve fotbalovém klubu AC Milán v sezoně 2011/12 a jeho působení v nejvyšší lize, domácího poháru, domácím superpoháru a v Liga mistrů UEFA.

## Realizační tým
| Post                                                                           | Jméno |
| ------------------------------------------------------------------------------ | --- |
| Hlavní trenér                                                                  | Massimiliano Allegri |
| Asistent trenéra                                                               | Mauro Tassotti |
| Trenér brankářů                                                                | Marco Landucci, Valerio Fiori |
| Technický spolupracovník                                                       | Andrea Maldera |
| Sportovní trenéři                                                              | Simone Folletti, Fabio Allievi, Bruno Dominici, Sergio Mascheroni, Andrea Primitivi, Agostino Tibaudi                                                                              |
| Klubové vedení                                                                 | |
| Prezident klubu                                                                | Silvio Berlusconi |
| Zástupce viceprezidenta a generální ředitel                                    | Adriano Galliani |
| Zástupce prezidenta klubu                                                      | Paolo Berlusconi, Gianni Nardi (do 4. 10. 2011) |
| Členové rady                                                                   | Barbara Berlusconi, Francesco Barbaro , Pasquale Cannatelli, Leandro Cantamessa, Alfonso Cefaliello, Francesco Forneron Mondadori, Giancarlo Foscale, Livio Gironi, Paolo Ligresti |
| Hlavní finanční ředitel                                                        | Alfonso Cefaliello |
| Sportovní ředitel                                                              | Ariedo Braida |
| Ředitel sportovní organizace                                                   | Umberto Gandini |
| Ředitel správní koordinace, dodržování předpisů a hlášení sportovních subjektů | Massimo Campioli |
| Vedoucí klubu                                                                  | Vittorio Mentana |

## Soupiska
Aktuální k datu 30. června 2012.
| Číslo | Pozice | Nár.                 | Hráč                 | Datum narození a věk        | Od roku | Předchozí angažmá | Poznámka                              |
| ----- | ------ | -------------------- | -------------------- | --------------------------- | ------- | ----------------- | ------------------------------------- |
| 1     | B      | Itálie               | Marco Amelia         | 2. dubna 1982 (42 let)      | 2010    | Janov             |                                       |
| 2     | O      | Nigérie              | Taye Taiwo           | 16. dubna 1985 (39 let)     | 2011    | Marseille         | v lednu odešel na hostování do QPR FC |
| 4     | Z      | Nizozemsko           | Mark van Bommel      | 22. dubna 1977 (47 let)     | 2011    | Mnichov           |                                       |
| 5     | O      | Francie              | Philippe Mexès       | 30. března 1982 (42 let)    | 2011    | AS Řím            |                                       |
| 7     | Ú      | Brazílie             | Alexandre Pato       | 2. září 1989 (35 let)       | 2008    | Internacional     |                                       |
| 8     | Z      | Itálie               | Gennaro Gattuso      | 9. ledna 1978 (47 let)      | 1999    | Salernitana       |                                       |
| 9     | Ú      | Itálie               | Filippo Inzaghi      | 9. srpna 1973 (51 let)      | 2001    | Juventus          |                                       |
| 10    | Z      | Nizozemsko · Surinam | Clarence Seedorf     | 1. dubna 1976 (48 let)      | 2002    | Inter             |                                       |
| 11    | Ú      | Švédsko              | Zlatan Ibrahimovič   | 3. října 1981 (43 let)      | 2010    | Barcelona         |                                       |
| 13    | O      | Itálie               | Alessandro Nesta     | 19. března 1976 (49 let)    | 2002    | Lazio             |                                       |
| 14    | Z      | Ghana                | Sulley Ali Muntari   | 27. srpna 1984 (40 let)     | 2012    | Inter             | přišel v lednu                        |
| 15    | O      | Alžírsko · Francie   | Djamel Mesbah        | 3. prosince 1982 (42 let)   | 2012    | Lecce             | přišel v lednu                        |
| 16    | Z      | Francie              | Mathieu Flamini      | 7. března 1984 (41 let)     | 2008    | Arsenal           |                                       |
| 18    | Z      | Itálie               | Alberto Aquilani     | 7. července 1984 (40 let)   | 2011    | Liverpool         |                                       |
| 19    | O      | Itálie               | Gianluca Zambrotta   | 19. února 1977 (48 let)     | 2008    | Barcelona         |                                       |
| 20    | O      | Itálie               | Ignazio Abate        | 12. listopadu 1986 (38 let) | 2009    | Turín             |                                       |
| 21    | Ú      | Argentina            | Maxi López           | 3. dubna 1984 (40 let)      | 2012    | Catania           | přišel v lednu                        |
| 22    | Z      | Itálie               | Antonio Nocerino     | 9. dubna 1985 (39 let)      | 2011    | Palermo           |                                       |
| 23    | Z      | Itálie               | Massimo Ambrosini    | 29. května 1977 (47 let)    | 1995    | Cesena            |                                       |
| 24    | Z      | Sierra Leone         | Rodney Strasser      | 30. března 1990 (34 let)    | 2008    | Juniorka          | v lednu skončilo hostování            |
| 25    | O      | Itálie               | Daniele Bonera       | 31. května 1981 (43 let)    | 2006    | Parma             |                                       |
| 27    | Z      | Ghana · Německo      | Kevin-Prince Boateng | 6. března 1987 (38 let)     | 2010    | Janov             |                                       |
| 28    | Z      | Nizozemsko · Surinam | Urby Emanuelson      | 16. června 1986 (38 let)    | 2011    | Ajax              |                                       |
| 30    | B      | Itálie               | Flavio Roma          | 21. června 1974 (50 let)    | 2009    | Monaco            |                                       |
| 32    | B      | Itálie               | Christian Abbiati    | 8. července 1977 (47 let)   | 1998    | Monza             |                                       |
| 33    | O      | Brazílie             | Thiago Silva         | 22. září 1984 (40 let)      | 2009    | Fluminense        |                                       |
| 34    | Z      | Itálie · Kanada      | Bryan Cristante      | 3. března 1995 (30 let)     | 2011    | Juniorka          |                                       |
| 35    | Z      | Kazachstán · Německo | Alexander Merkel     | 22. února 1992 (33 let)     | 2010    | Juniorka          | v lednu skončilo hostování            |
| 52    | O      | Itálie               | Mattia De Sciglio    | 20. října 1992 (32 let)     | 2011    | Juniorka          |                                       |
| 54    | Z      | Itálie               | Simone Calvano       | 11. července 1993 (31 let)  | 2010    | Juniorka          |                                       |
| 56    | Ú      | Itálie               | Simone Ganz          | 21. září 1993 (31 let)      | 2011    | Juniorka          |                                       |
| 57    | Z      | Itálie               | Mattia Valoti        | 6. září 1993 (31 let)       | 2011    | UC AlbinoLeffe    |                                       |
| 70    | Ú      | Brazílie             | Robinho              | 25. ledna 1984 (41 let)     | 2010    | Manchester City   |                                       |
| 76    | O      | Kolumbie             | Mario Yepes          | 13. ledna 1973 (52 let)     | 2010    | AC Chievo         |                                       |
| 77    | O      | Itálie               | Luca Antonini        | 4. srpna 1982 (42 let)      | 2008    | Empoli            |                                       |
| 92    | Ú      | Itálie · Egypt       | Stephan El Shaarawy  | 27. října 1992 (32 let)     | 2011    | Janov             |                                       |
| 99    | Ú      | Itálie               | Antonio Cassano      | 12. července 1982 (42 let)  | 2011    | Sampdoria         |                                       |

### Změny v kádru v letním přestupovém období 2011[5]
| Přišli do týmu | Přišli do týmu | Přišli do týmu       | Přišli do týmu | Přišli do týmu         | Přišli do týmu     | Přišli do týmu | Odešli z týmu | Odešli z týmu        | Odešli z týmu            | Odešli z týmu | Odešli z týmu    | Odešli z týmu | Odešli z týmu |
| Pozice         | Nár.           | Hráč                 | Věk            | Odkud přišel           | Typ                | Cena           | Pozice        | Nár.                 | Hráč                     | Věk           | Kam odešel       | Typ           | Cena          |
| B              | Itálie         | Ferdinando Coppola   | 33             | AC Siena               | návrat z hostování |                | B             | Itálie               | Ferdinando Coppola       | 33            | Turín FC         | hostování     | ?             |
| B              | Itálie         | Marco Amelia         | 29             | Janov CFC              | využitá opce       | 3,5 mil. Euro  | B             | Itálie               | Antonio Donnarumma       | 20            | AS Gubbio 1910   | hostování     | ?             |
| B              | Itálie         | Antonio Donnarumma   | 20             | Piacenza FC            | návrat z hostování |                | O             | Česko                | Marek Jankulovski        | 34            | FC Baník Ostrava | přestup       | zadarmo       |
| O              | Nigérie        | Taye Taiwo           | 26             | Olympique de Marseille | přestup            | zadarmo        | O             | Itálie               | Nicola Legrottaglie      | 34            | Calcio Catania   | přestup       | zadarmo       |
| O              | Francie        | Philippe Mexès       | 29             | AS Řím                 | přestup            | zadarmo        | O             | Itálie               | Massimo Oddo             | 35            | US Lecce         | hostování     | ?             |
| O              | Brazílie       | Digão                | 25             | FC Penafiel            | návrat z hostování |                | O             | Brazílie             | Digão                    | 25            | konec smlouvy    |               |               |
| O              | USA · Belgie   | Oguchi Onyewu        | 29             | FC Twente              | návrat z hostování |                | O             | USA · Belgie         | Oguchi Onyewu            | 29            | Sporting CP      | přestup       | zadarmo       |
| Z              | Itálie         | Alberto Aquilani     | 27             | Liverpool FC           | hostování          | ?              | O             | Řecko                | Sokratis Papastathopulos | 23            | Janov CFC        | přestup       | 4 mil. Euro   |
| Z              | Itálie         | Antonio Nocerino     | 26             | US Citta di Palermo    | přestup            | 500 000 Euro   | O             | Španělsko            | Dídac Vilà               | 22            | RCD Espanyol     | hostování     | ?             |
| Z              | Ghana          | Kevin-Prince Boateng | 24             | Janov CFC              | využitá opce       | 7,5 mil. Euro  | Z             | Itálie               | Andrea Pirlo             | 32            | Juventus FC      | přestup       | zadarmo       |
| Z              | Itálie         | Mattia Valoti        | 17             | UC AlbinoLeffe         | hostování          | ?              | Z             | Kazachstán · Německo | Alexander Merkel         | 19            | Janov CFC        | přestup       | 6,5 mil. Euro |
| Z              | Itálie         | Davide Di Gennaro    | 23             | Calcio Padova          | návrat z hostování |                | Z             | Itálie               | Davide Di Gennaro        | 23            | Modena FC        | hostování     | ?             |
| Ú              | Itálie · Egypt | Stephan El Shaarawy  | 18             | Janov CFC              | přestup            | 15,5 mil. Euro | Z             | Sierra Leone         | Rodney Strasser          | 21            | US Lecce         | hostování     | ?             |
| Ú              | Švédsko        | Zlatan Ibrahimović   | 29             | FC Barcelona           | využitá opce       | 24 mil. Euro   | Ú             | Nigérie              | Nnamdi Oduamadi          | 20            | Turín FC         | hostování     | ?             |
| Ú              | Ghana          | Dominic Adiyiah      | 21             | FK Partizan            | návrat z hostování |                | Ú             | Ghana                | Dominic Adiyiah          | 21            | Karşıyaka SK     | hostování     | ?             |
| Ú              | Itálie         | Gianmarco Zigoni     | 20             | Janov CFC              | návrat z hostování |                | Ú             | Itálie               | Gianmarco Zigoni         | 20            | AS Avellino 1912 | hostování     | ?             |
|                |                |                      |                |                        |                    |                | Ú             | Itálie               | Marco Borriello          | 29            | AS Řím           | využitá opce  | 11 mil. Euro  |

### Změny v kádru v zimním přestupovém období 2012[10]
| Přišli do týmu | Přišli do týmu       | Přišli do týmu            | Přišli do týmu | Přišli do týmu   | Přišli do týmu     | Přišli do týmu | Odešli z týmu | Odešli z týmu | Odešli z týmu             | Odešli z týmu | Odešli z týmu          | Odešli z týmu | Odešli z týmu |
| Pozice         | Nár.                 | Hráč                      | Věk            | Odkud přišel     | Typ                | Cena           | Pozice        | Nár.          | Hráč                      | Věk           | Kam odešel             | Typ           | Cena          |
| O              | Alžírsko · Francie   | Djamel Mesbah             | 27             | US Lecce         | přestup            | 550 000 Euro   | O             | Nigérie       | Taye Taiwo                | 26            | Queens Park Rangers FC | hostování     | ?             |
| O              | Itálie               | Michelangelo Albertazzi   | 20             | Getafe CF        | návrat z hostování |                | O             | Itálie        | Michelangelo Albertazzi   | 20            | AS Varese 1910         | hostování     | ?             |
| Z              | Kazachstán · Německo | Alexander Merkel          | 19             | Janov CFC        | hostování          | ?              | Ú             | Ghana         | Dominic Adiyiah           | 22            | FK Arsenal Kyjev       | hostování     | ?             |
| Z              | Ghana                | Sulley Ali Muntari        | 27             | FC Inter Milán   | hostování          | ?              | Ú             | Gabon         | Pierre-Emerick Aubameyang | 22            | AS Saint-Étienne       | využitá opce  | 1,8 mil. Euro |
| Z              | Sierra Leone         | Rodney Strasser           | 21             | US Lecce         | konec hostování    |                |               |               |                           |               |                        |               |               |
| Ú              | Argentina            | Maxi López                | 27             | Calcio Catania   | hostování          | 1,5 mil. Euro  |               |               |                           |               |                        |               |               |
| Ú              | Ghana                | Dominic Adiyiah           | 22             | Karşıyaka SK     | návrat z hostování |                |               |               |                           |               |                        |               |               |
| Ú              | Gabon                | Pierre-Emerick Aubameyang | 22             | AS Saint-Étienne | návrat z hostování |                |               |               |                           |               |                        |               |               |

## Zápasy v sezoně 2011/12

### Supercoppa italiana (Italský superpohár)
| 6. srpna 2011 | AC Milán                                        | 2 : 1  | FC Inter Milán | Pekingský národní stadion, Peking, Čína |  |
| 20:00 UTC+08:00 | 60' Zlatan Ibrahimovič 69' Kevin-Prince Boateng | Report |                | Diváci: 66 161 Rozhodčí: Nicola Rizzoli |  |
| Poznámky: Sestava: Abbiati – Zambrotta, Thiago Silva, Nesta, Abate – Gattuso (K) (75. Ambrosini), van Bommel, Seedorf – Boateng (82. Emanuelson) – Ibrahimovič, Robinho (62. Pato) |                                                 |        |                |                                         |  |

### Serie A (Italská liga)
|              | ATA | BOL | CAL | CAT | CES | CHI | FIO | JAN | INT | JUV | LAZ | LEC | NEA | NOV | PAL | PAR | ŘÍM | SIE | UDI |
| ------------ | --- | --- | --- | --- | --- | --- | --- | --- | --- | --- | --- | --- | --- | --- | --- | --- | --- | --- | --- |
| Utkání doma  | 2:0 | 1:1 | 3:0 | 4:0 | 1:0 | 4:0 | 1:2 | 1:0 | 0:1 | 1:1 | 2:2 | 2:0 | 0:0 | 2:1 | 3:0 | 4:1 | 2:1 | 2:0 | 1:1 |
| Utkání venku | 2:0 | 2:2 | 2:0 | 1:1 | 3:1 | 1:1 | 0:0 | 2:0 | 2:4 | 0:2 | 0:2 | 4:3 | 1:3 | 3:0 | 4:0 | 2:0 | 3:2 | 4:1 | 2:1 |

Tabulka
| Poř. | Tým             | Z  | V  | R  | P  | VG | OG | B  |
| ---- | --------------- | -- | -- | -- | -- | -- | -- | -- |
| 1.   | Juventus FC     | 38 | 23 | 15 | 0  | 68 | 20 | 84 |
| 2.   | AC Milán        | 38 | 24 | 8  | 6  | 74 | 33 | 80 |
| 3.   | Udinese Calcio  | 38 | 18 | 10 | 10 | 52 | 35 | 64 |
| 4.   | SS Lazio        | 38 | 18 | 8  | 12 | 56 | 47 | 62 |
| 5.   | SSC Neapol 1    | 38 | 16 | 13 | 9  | 66 | 46 | 61 |
| 6.   | FC Inter Milán  | 38 | 17 | 7  | 14 | 58 | 55 | 58 |
| 7.   | AS Řím          | 38 | 16 | 8  | 14 | 60 | 54 | 56 |
| 8.   | Parma FC        | 38 | 15 | 11 | 12 | 54 | 53 | 56 |
| 9.   | Bologna FC 1909 | 38 | 13 | 12 | 13 | 41 | 43 | 51 |
| 10.  | AC ChievoVerona | 38 | 12 | 13 | 13 | 35 | 45 | 49 |

Poznámky
- Z = Odehrané zápasy; V = Vítězství; R = Remízy; P = Prohry; VG = Vstřelené góly; OG = Obdržené góly; B = Body
- 1  SSC Neapol vyhrál domácí pohár a postoupil přímo do základní skupiny Evropské ligy 2012/13. Čtvrté SS Lazio postoupilo do play-off předkola (4. předkolo) a šestý FC Inter Milán do třetího předkola Evropské ligy.

|  | Mistr ligy a Přímý postup do Ligy mistrů 2012/13 |
|  | Přímý postup do Ligy mistrů 2012/13              |
|  | Postup do Play-off Ligy mistrů 2012/13           |
|  | Přímý postup do Evropské Ligy UEFA 2012/13       |
|  | Postup do Play-off Evropské Ligy UEFA 2012/13    |
|  | Postup do 3. předkola Evropské Ligy UEFA 2012/13 |

### Coppa Italia (Italský pohár)
| osmifinále 18. ledna 2012 | AC Milán                                    | 2 – 1 (po prodl.) | Novara Calcio        | Stadio Giuseppe Meazza, Milán |  |  |
| 21:00 SELČ                | 24' Stephan El Shaarawy 100' Alexandre Pato | Report            | 88' Ivan Radovanović | Diváci: 1.920                 |  |  |
|                           |                                             |                   |                      |                               |  |  |

| čtvrtfinále 26. ledna 2012 | AC Milán                                                | 3 – 1  | SS Lazio         | Stadio Giuseppe Meazza, Milán |  |  |
| 20:45 SELČ                 | 15' Robinho 18' Clarence Seedorf 84' Zlatan Ibrahimovič | Report | 5' Djibril Cissé | Diváci: 7.520                 |  |  |
|                            |                                                         |        |                  |                               |  |  |

| semifinále - 1. zápas 8. února 2012 | AC Milán                | 1 – 2  | Juventus FC             | Stadio Giuseppe Meazza, Milán |  |  |
| 20:45 SELČ                          | 62' Stephan El Shaarawy | Report | 53', 83' Martín Cáceres | Diváci: 31.384                |  |  |
|                                     |                         |        |                         |                               |  |  |

| semifinále - 2. zápas 20. března 2012 | Juventus FC                                | 2 – 2 (po prodl.) | AC Milán                         | Juventus Stadium, Turín |  |  |
| 20:45 SELČ                            | 28' Alessandro Del Piero 96' Mirko Vučinić | Report            | 51' Djamel Mesbah 81' Maxi López | Diváci: 40.045          |  |  |
|                                       |                                            |                   |                                  |                         |  |  |

### Liga mistrů UEFA 2011/12
| Základní skupina H: 1. zápas 13. září 2011 | FC Barcelona              | 0 – 0  | AC Milán                             | Camp Nou, Barcelona                      |  |
| 20:45 SELČ | 36' Pedro 50' David Villa | Report | 1' Alexandre Pato 90+2' Thiago Silva | Diváci: 89.861 Rozhodčí: Martin Atkinson |  |
| Poznámky: Sestava: Abbiati (K) – Zambrotta, Thiago Silva, Nesta, Abate – van Bommel (78. Aquilani) – Seedorf (K), Nocerino – Boateng (33. Ambrosini) – Pato, Cassano (62. Emanuelson) |                           |        |                                      |                                          |  |

| Základní skupina H: 2. zápas 28. září 2011 | AC Milán                                          | 2 – 0  | FC Viktoria Plzeň | Stadio Giuseppe Meazza, Milán          |  |
| 20:45 SELČ | 53' (pen.) Zlatan Ibrahimovič 66' Antonio Cassano | Report |                   | Diváci: 66.859 Rozhodčí: Florian Meyer |  |
| Poznámky: Sestava: Abbiati – Antonini (78. Taiwo), Thiago Silva, Nesta, Abate (87. De Sciglio) – van Bommel – Seedorf (K) (71. Aquilani), Nocerino – Emanuelson – Ibrahimovič, Cassano |                                                   |        |                   |                                        |  |

| Základní skupina H: 3. zápas 19. října 2011 | AC Milán                                        | 2 – 0  | FK BATE | Stadio Giuseppe Meazza, Milán             |  |
| 20:45 SELČ | 33' Zlatan Ibrahimovič 70' Kevin-Prince Boateng | Report |         | Diváci: 66.040 Rozhodčí: Tom Harald Hagen |  |
| Poznámky: Sestava: Abbiati (K) – Taiwo, Bonera, Nesta (84. Mexés), Abate – van Bommel – Aquilani, Nocerino – Boateng (78. Emanuelson) – Ibrahimovič, Cassano (62. Robinho) |                                                 |        |         |                                           |  |

| Základní skupina H: 4. zápas 1. listopadu 2011 | FK BATE                          | 1 – 1  | AC Milán               | Dinamo Stadium, Minsk                    |  |
| 20:45 SELČ | 55' (pen.) Renan Bardini Bressan | Report | 22' Zlatan Ibrahimovič | Diváci: 29.100 Rozhodčí: Peter Rasmussen |  |
| Poznámky: Sestava: Abbiati – Taiwo, Thiago Silva, Nesta (67. Bonera), Abate – Ambrosini (K) – Aquilani (69. Seedorf), Nocerino, Boateng – Ibrahimovič, Robinho (83. Ganz) |                                  |        |                        |                                          |  |

| Základní skupina H: 5. zápas 23. listopadu 2011 | AC Milán                                        | 2 – 3  | FC Barcelona                                               | Stadio Giuseppe Meazza, Milán           |  |
| 20:45 SELČ | 20' Zlatan Ibrahimovič 54' Kevin-Prince Boateng | Report | 14' (vl.) Mark van Bommel 31' (pen.) Lionel Messi 63' Xavi | Diváci: 78.927 Rozhodčí: Wolfgang Stark |  |
| Poznámky: Sestava: Abbiati – Zambrotta, Thiago Silva, Nesta (66. Bonera), Abate – van Bommel (72. Nocerino) – Aquilani, Seedorf (K) – Boateng – Ibrahimovič, Robinho (46. Pato) |                                                 |        |                                                            |                                         |  |

| Základní skupina H: 6. zápas 6. prosince 2011 | FC Viktoria Plzeň              | 2 – 2  | AC Milán                             | Stadion Eden, Praha                 |  |
| 20:45 SELČ | 47' Alexandre Pato 48' Robinho | Report | 89' David Bystroň 90+3' Michal Ďuriš | Diváci: 19.854 Rozhodčí: István Vad |  |
| Poznámky: Sestava: Amelia – Taiwo (90. Zambrotta), Bonera, Mexés, De Sciglio – Ambrosini (K) – Nocerino (40. Thioago Silva), Emanuelson – Seedorf – Robinho (81. Cristante), Pato |                                |        |                                      |                                     |  |

Konečná tabulka skupiny H